# 지쿠호 전기 철도

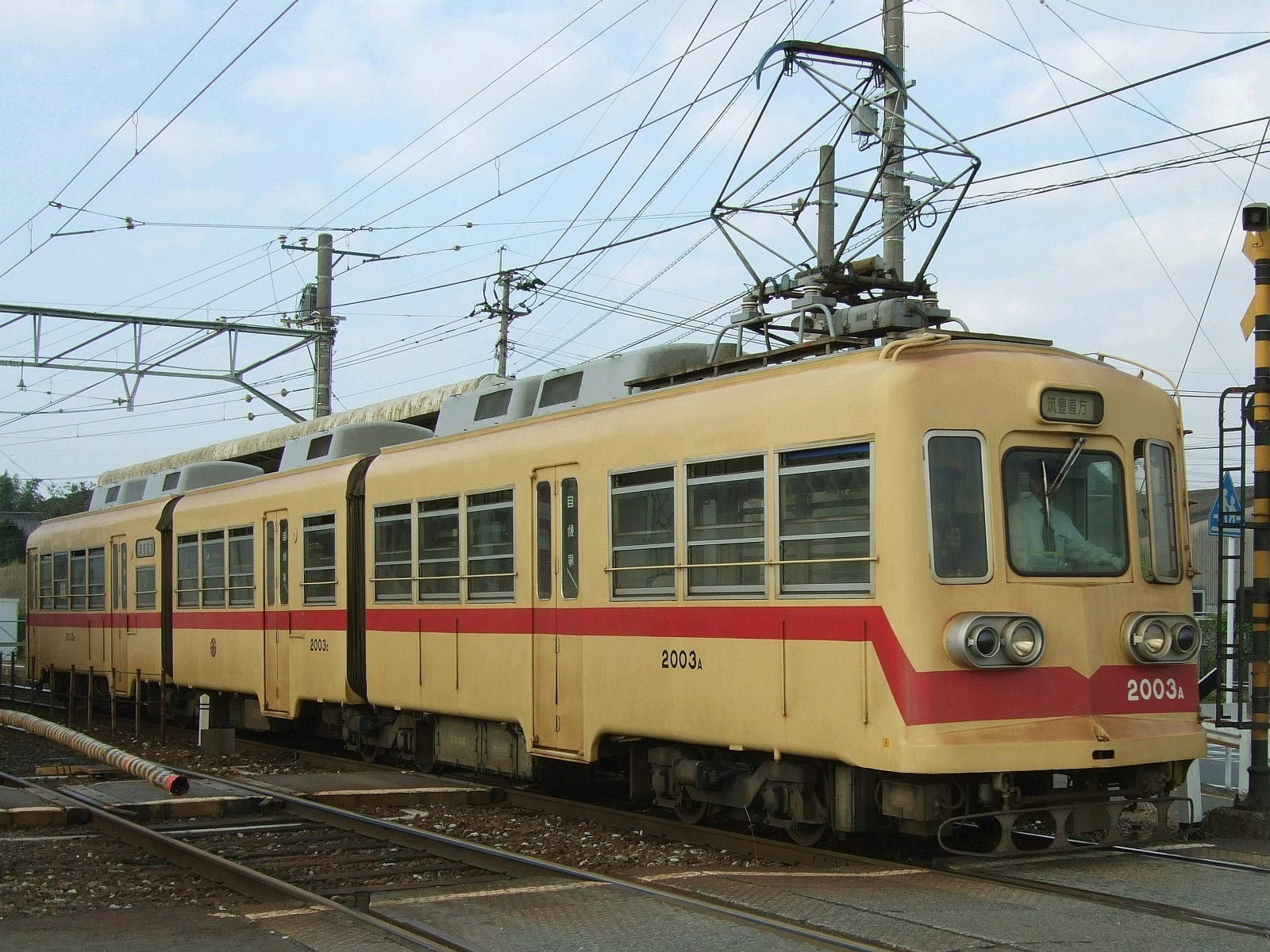
2000형 차량

지쿠호 전기 철도(일본어: 筑豊電気鉄道)는 후쿠오카현 기타큐슈시 야하타니시구로부터 노가타시에 이르는 지역에 철도를 운영하는 철도 사업자이다. 통칭：지쿠테쓰(筑鉄、ちくてつ) 또는 지쿠호 전철. 서일본 철도(니시테쓰)의 완전 자회사이다. 본사는 후쿠오카 현 나카마시 나베야마 1-6.
2000년에는 니시테쓰의 구로사키 역 앞 - 구마니시 사이의 제2종 철도 사업자가 되어, 동 구간의 운영도 하고 있다.
기타큐슈로부터 노가타를 거쳐 후쿠오카를 묶는 철도를 계획하고 있었지만, 노가타까지의 개통에 머물렀다(지쿠호 전기 철도선의 역사의 항목도 참조). 이전에는 니시테쓰 미야지다케 선(현 가이즈카 선)과 연결하는 구상도 있어, 그 후도 이즈카시까지의 연장이 심의된 적도 있었지만, 쌍방 모두 실현에는 이르지 않았다.

## 역사
- 1951년(쇼와26년)2월 15일 설립.
- 1956년(쇼와 31년)3월 21일 사다모토(현재의 구마니시) -지쿠호 중간간이 개통.
- 1959년(쇼와 34년)9월 18일 구마니시-지쿠호 노가타간이 전노선 개통.
- 1971년(쇼와 46년)7월 지쿠호 노가타-후쿠오카간 지방 철도 운수 영업 폐지(미성선)
- 1976년(쇼와 51년)10월 니시테쓰로부터 연접차를 구입해, 자사 차량으로 한다.
- 1995년(헤세이7년)4월 1일 니시테쓰로부터 기타큐슈 선의 업무가 위탁된다.
- 2000년(헤세이 12년)11월 26일 구로사키에키마에-구마니시간의 제2종 철도 사업자가 된다.

## 노선
역 일람, 건설 경위 등은 이하의 항목을 참조.
- 지쿠호 전기 철도선 구로사키 역 앞-구마니시-지쿠호 노가타 16.0 km (정식적인 노선명은 없다)

## 차량
니시테쓰 기타큐슈 선과 상호 연결 운행을 실시하고 있었기 때문에, 노면 전차 타입의 차량을 사용하고 있다.
개통 당초는 자사의 차량을 소유하지 않고, 니시테쓰 기타큐슈 선의 차량을 5량 차입해 사용해, 이 차입차와 동선으로부터의 노선 연장 열차로 조달하고 있었지만, 1976년에 니시테쓰 후쿠오카 시내선에서 사용하고 있던 연접차를 양수한 이후 자사 차량을 보유하게 되었다. 덧붙여 보유하는 전 차량이 쓰리카케 구동 방식으로 되어 있다. 전철을 보유하는 궤도 사업자 중 카르단 구동 방식의 전철을 1량도 소유하고 있지 않는 것은 2008년 현재에 지쿠호 전기 철도뿐이다.
- 2000형(3량 연접차. 2량 연접차는 전폐)
- 3000형(2000형의 2량 연접차의 기기 유용차)

## 승무원
개통 당초는 니시테쓰 기타큐슈 선의 승무원이 승무하고 있었지만, 개통 후에 차례차례 양성을
진행시키고 자사에서 조달하도록 했다. 2004년부터는 철도 사업법에 의한 철도의 전철을 운전하는데 필요한 일본의 국가 자격인 갑종 전기차조종자 운전 면허증의 취득을 서일본 철도의 전철 교습소에 유상으로 위탁하고 있다.
승무원의 제복은 2008년 3월 17일에 모 회사인 니시테쓰가 제복을 개정한 것에 따라, 현재는 니시테츠와 같은 흑색을 기조한 것으로 변경되었다. 제모의 사 로고와 명찰 이외는 니시테쓰와 같다.
모든 열차에 차장이 승무하고 있어,원맨 운전을 하고 있지 않다. 검고 딱딱한 환전 가방을 한 차장으로, 일찍이 일본 전국에서 표준이었던 철도 스타일을 관철하고 있다. 차내에는 환전기가 없고, 운임 지불시에 거스름돈도 나오지 않기 때문에,차장이 운임의 환전을 실시하고 있다. 문의 개폐는 차장이 실시해, 진행 방향의 운전대 옆의 문만 운전기사가 문의 개폐 조작을 실시한다.
2007년경에 「노랑 헬(黄ヘル)」이라는 애칭으로 불린 승무원이 존재했다. 승무원으로부터 이동해, 노란 헬멧과 푸른 작업복을 착용해 연선 각 역의 시설 관리나 청소 업무에 종사하고 있던.

## 운임
거리제는 아니고 구간제를 채용하고 있기 때문에, 같은 거리여도 구간 경계를 넘는 경우는 운임이 다르다. 보통 승차권은 구로사키 역 앞 역만의 판매이다. 역에 설치되어 있는 정리권 발행기로 정리권을 취해, 하차시에 차내에서 직접 현금 정산을 실시한다. 1999년 4월 1일에 서일본 철도의 전철・버스와 후쿠오카시 교통국에 도입된 요카 넷 카드는 니시테쓰 가이즈카 선과 마찬가지로 이용할 수 없다. 또, 2008년에 니시테쓰 그룹이 도입한 교통카드「nimoca」도 현재로서는 도입의 예정은 없다.

## 같이 보기
- 니시테쓰 기타큐슈 선
- 가슴 배구
  - 동 영화의 로케에 사용된 것 외, 정체 기획으로서 2009년 4월 10일부터 「가슴 배구 감상 할인 특전 표」를 발매. 이 표는 동년 7월 15일 시점으로 완매. 지쿠호 전기 철도선의 임의의 구간을 이용할 수 있는 승차권 2매 묶음 550엔으로, 어느 일정한 구간(4구 290엔 구간) 이상의 운임보다 싼 가격 설정이었다.

## 참고 문헌
- 「지역사회와 함께 성장 모두 달린 지쿠호 전철 30년의 걸음」발행：지쿠호 전기 철도

1. ↑  사보 지쿠테쓰 신문 제 64호